# Жълъдов кълвач
Жълъдов кълвач (Melanerpes formicivorus) е вид птица от семейство Picidae. Видът е незастрашен от изчезване.

## Разпространение
Разпространен е в Белиз, Колумбия, Коста Рика, Салвадор, Гватемала, Хондурас, Мексико, Никарагуа, Панама и САЩ.